# Holoda Péter
Holoda Péter (Debrecen, 1996. január 9. –) magyar úszó, jelenleg a Debreceni Sportcentrum, azt megelőzően 15 éven keresztül a Hajdúszoboszlói Árpád SE versenyzője volt, olimpikon, a férfi 4 × 100 m gyorsváltó tagjaként. Részt vett a riói olimpián. Kétszeres felnőtt országos bajnok, kétszeres ifjúsági Európa-bajnoki bronzérmes. Korábbi országos ifjúsági csúcstartó 50 méteres pillangóúszásban. Edzője Shane Tusup. Nevelő edzői: Tordai Gábor, Ludmány László
2015 januárjától 2019 áprilisáig az Auburn University hallgatója volt, ahol sportösztöndíjjal közgazdaság szakon tanult, majd Magna Cum Laude diplomát szerzett Üzleti Adminisztráció és Nemzetközi Pénzügyek szakokon. 2019-ben az arizónai Phoenix profi egyesületben is úszott. Ezt követően tért haza, ahol Debrecenben Kókai Dávid irányításával edzett. Edzője révén búváruszonyos úszásban is kipróbálta tudását, tagja a Búváruszonyos Világkupa válogatottnak is, 50 és 100 m-es gyorsúszásban, mint magyar bajnok.
Jelenleg Budapesten edz, de a Debreceni Sportcentrum színeiben versenyez.

## Sportpályafutása
3 évesen ment le először az uszodába. 2003 óta tagja a Hajdúszoboszlói Árpád SE-nek, azóta úszik versenyszerűen. Nevelő edzője Tordai Gábor volt.

### 2017
Áprilisban a debreceni országos bajnokság első napján az 50 méteres gyorsúszásban a 4. helyen végzett 22,86 másodperces időeredménnyel (az előfutamban 22,97-ot úszott).
A 2017-es budapesti világbajnokságon 4 × 100 méteres gyorsváltóban bronzérmet szerzett.

### 2016
Áprilisban, a 2016-os magyar úszóbajnokságon Győrben, 50 méter gyorsúszásban élete legjobb eredményével (22,38) országos bajnok lett. Két nappal később 100 méter gyorsúszásban szintén országos bajnok lett, 49,22 (50m: 23,79) másodperces időeredménnyel.
A londoni 2016-os úszó-Európa-bajnokságon, május 16-án a 4×100 méteres gyorsváltó előfutamában, első úszóként a csapatból 49,58 másodperces idővel csapott célba, a magyar válogatott bejutott a döntőbe. Ugyanezen nap délutánján ennek a számnak a döntőjében, szintén első úszóként 49,91 másodpercet ért el. Május 19-én, a 100 méteres gyorsúszás selejtezőjét a 25. legjobb idővel, 49,59 másodperccel zárta, így nem jutott be a szám elődöntőjébe. Május 21-én, az 50 méteres gyorsúszás selejtezőjében 22,51 másodperccel hiába úszott 14. legjobb időt, amivel bejutott volna az elődöntőbe, de mivel egy országból maximum 2 versenyző juthat a selejtezőkből tovább és ő a 3. magyar volt (Takács Krisztián és Bohus Richárd mögött), így számára befejeződött az Európa-bajnokság.
Június 29-én, a Budapest Open Kvalifikációs Bajnokságon 53,43 másodperces időeredménnyel egyéni legjobbját úszta 100 méteres pillangóúszásban. Ugyanezen a versenyen, 3 nappal később, július 2-án, 50 méteres pillangóúszásban szintén egyéni legjobbját úszta meg 24,24 másodperces idővel.
Július 19-én a Magyar Olimpiai Bizottság (MOB) kihirdette a 2016. évi nyári olimpiai játékokra utazó keretét, melyben Holoda Péter is szerepel, mint a férfi 4 × 100 m gyorsváltó tagjaként.

### 2015
A 2015-ös magyar úszóbajnokságon, Győrben, 50 méter és 100 méter gyorsúszásban is bronzérmes lett, míg 50 méter pillangó úszásban az 5. helyet szerezte meg a döntőben.

### 2014
A 2014-es Ifjúsági úszó Európa-bajnokságon, a hollandiai Dordrechtben két bronz érmet szerzett, egyet 100 m gyorsúszásban, egyet pedig 50 m pillangóúszásban.
A 2014-es magyar úszóbajnokságon, Debrecenben, három bronz érmet szerzett, egyet 50 méter gyorsúszásban, egyet 100 méter gyorsúszásban, egyet pedig 50 méter pillangóúszásban, mégpedig saját legjobb idejét 2 század másodperccel megjavítva, új ifjúsági országos rekorddal. 2014. július 19-én beválogatták a 2014-es úszó-Európa-bajnokságra utazó válogatott csapatba.
2014 augusztusában a 2014-es úszó-Európa-bajnokságon, Berlinben, 3 fő számában indult, azonban sem az 50 méteres gyorsúszásban (50. hely), sem a legnépesebb mezőnyt felvonultató 100 méteres gyorsúszásban (31. hely), valamint az 50 méteres pillangóúszásban (39. hely) sem sikerült a selejtezőkből továbblépnie és egyéni legjobbjait sem tudta megközelíteni.
2014. decemberben a Dohában megrendezett 12. Rövidpályás Úszó Világbajnokságon 100 méteres gyorsúszásban új ifjúsági országos csúccsal, 48,02-es időeredménnyel a 22. helyezést ért el, amivel nem jutott be a középdöntőbe.
Az év utolsó versenyén Győrben az I. Győr Open Úszó Kupán (MSECM Austria) 100 méter pillangó versenyszámban élete legjobbját úszta 53,74-es időeredménnyel.
A 2014-es MÚSZ országos ranglistán elért eredményei 50 méteres medencében:
- 50 méter gyors versenyszámban az abszolút 3. helyen végzett 22,96-os időeredménnyel Takács Krisztián (22,23), Kozma Dominik (22,33) mögött, melyet a Budapest Open Kvalifikációs Bajnokságon úszott.
- 100 méter gyors versenyszámban szintén az abszolút 3. helyen végzett 49,72-es időeredménnyel Kozma Dominik (48,76) Takács Krisztián (49,68) mögött, melyet a debreceni országos úszóbajnokságon ért el.
- 50 méter pillangó versenyszámban az abszolút 4. helyen végzett 24,33-as időeredménnyel Cseh László (23,73), Pulai Bence (24,20) és Takács Krisztián (24,27) mögött, melyet a debreceni országos úszóbajnokságon ért el.
- 100 méter pillangó versenyszámban szintén az abszolút 4. helyen végzett 53,74-es időeredménnyel Cseh László (51,73), Pulai Bence (52,59) és Kenderesi Tamás (53,40) mögött, mely eredményt az I. Győr Open Úszó Kupán úszott meg.
- 50 méter mellúszásban abszolút 17. lett 30,55-ös eredményével.
- 50 méter hátúszásban abszolút 20. helyezést ért el 27,70-es eredményével.
- 100 méter hátúszásban szintén abszolút 20. helyezést ért el 58,99-es időeredményével.

A 2014-es MÚSZ országos ranglistán elért eredményei 25 méteres medencében (rövidpályán):
- 50 méter gyors versenyszámban az abszolút 3. helyen végzett 22,15-ös időeredménnyel Kozma Dominik (21,98) és Takács Krisztián (22,07) mögött, melyet a dohai úszó Európa-bajnokságon úszott.
- 100 méter gyors versenyszámban az abszolút 2. helyen végzett 48,02-es időeredménnyel, mely időt szintén a dohai úszó Európa-bajnokságon ért el, csak Kozma Dominik úszott nála gyorsabban az évben 47,78-as idővel.
- 50 méter pillangó versenyszámban az abszolút 2. helyen végzett 23,95-ös időeredménnyel Cseh László (23,54) mögött, melyet a dohai úszó Európa-bajnokságon úszott.
- 100 méter pillangó versenyszámban az abszolút 4. helyen végzett 52,83-as időeredménnyel Cseh László (52,51), Biczó Bence (52,52) és Pulai Bence (52,68) mögött, melyet az országos rövidpályás úszóbajnokságon ért el.
- 50 méter hátúszásban abszolút 14. lett 26,78-as eredményével.
- 100 méter hátúszásban szintén abszolút 14. lett 57,61-es időeredményével.
- 100 méteres vegyesúszásban abszolút 7. lett 56,30 időeredménnyel.

### 2013
A 2013-as magyar úszóbajnokságon, Debrecenben, egy ezüstérmet szerzett 100 méter gyorsúszásban és 6. helyezést ért el 50 méteres gyorsúszásban.

## Magyar bajnokság

### 50 méteres medence
| Versenyszám              | 2013 | 2014 | 2015 | 2016 | 2017 | 2018 | 2019 | 2020 | 2021 | 2022 |
| ------------------------ | ---- | ---- | ---- | ---- | ---- | ---- | ---- | ---- | ---- | ---- |
| 50 m gyors               | 6.   | 3.   | 3.   | 1.   | 4.   |      | 5.   | 5.   | 4.   | 4.   |
| 100 m gyors              | 2.   | 3.   | 3.   | 1.   | 2.   |      | 4.   | 6.   | 4.   | 8.   |
| 50 m pillangó            |      | 3.   | 5.   |      | 4.   |      | 5.   | 3.   | 3.   | 6.   |
| 100 m pillangó           |      |      |      |      |      |      |      |      | 5.   | 5.   |
| 4 × 100 m gyors (vegyes) |      |      |      |      |      |      | 3.   | 4.   | 3.   | 4.   |

### 25 méteres medence
| 25 méter              | 2013 | 2014 | 2015 | 2016 | 2017 | 2018 | 2019 | 2020 | 2021 | 2022 |
| --------------------- | ---- | ---- | ---- | ---- | ---- | ---- | ---- | ---- | ---- | ---- |
| 50 m gyors            |      | 5.   |      |      |      |      |      |      |      |      |
| 100 m gyors           |      | 2.   |      |      |      |      |      |      |      |      |
| 50 m pillangó         |      | 2.   |      |      |      |      | 7.   |      |      |      |
| 100 m pillangó        |      | 3.   |      |      |      |      |      |      |      |      |
| 50 m hát              |      | 11.  |      |      |      |      |      |      |      |      |
| 100 m hát             |      | 12.  |      |      |      |      |      |      |      |      |
| 100 m vegyes          |      | 6.   |      |      |      |      |      |      |      |      |
| 4×50 m mix gyorsváltó |      |      |      |      |      |      | 6.   |      |      |      |

## Rekordjai

### Országos csúcsok 50 méteres medencében

#### 50 m pillangó
- 24,33 (2014. július 19., Debrecen) – 2014-es magyar úszóbajnokság – ifjúsági országos[17]
- 24,35 (2014. július 9., Dordrecht) – Ifjúsági Úszó Európa-bajnokság – ifjúsági országos[18]
- 24,54 (2014. június 14., Kecskemét) – 86. Nyílt Ifjúsági Úszó Országos Bajnokság – ifjúsági országos[16]

### Országos csúcsok 25 méteres medencében

#### 100 m gyors
- 49,32 (2013. november 14., Százhalombatta) – 10. Országos Rövidpályás Felnőtt Úszóbajnokság (50 m: 23,86)  Ezüst, évjáratos országos csúcs[19]

#### 50 m pillangó
- 23,95 (2014. december 5., Doha, Katar) – 12. Rövidpályás Úszó Világbajnokság – 45. hely, ifjúsági országos csúcs[20]
- 24,09 (2014. november 6., Százhalombatta) – 11. Országos Rövidpályás Felnőtt Úszóbajnokság  Ezüst, ifjúsági országos csúcs[21]

#### 100 m pillangó
- 53,88 (2013. november 14., Százhalombatta) – 10. Országos Rövidpályás Felnőtt Úszóbajnokság (50 m: 25,66) – 4. helyezés, évjáratos országos csúcs[19]

## Egyéni legjobbjai normál pályás medencében

### 50 méteres medencében

#### 50 m gyors
- 22,38 (2016. április 14., Győr) – 2016-os magyar úszóbajnokság – döntő  Arany[4]

#### 100 m gyors
- 48,87 (2017. április 21., Debrecen) – 2017-es magyar úszóbajnokság, döntő  Ezüst (50 m: 23,18)

#### 50 m pillangó
- 23,94 (2021. március 23., Budapest) – 2021-es magyar úszóbajnokság (előfutam)[22]

#### 100 m pillangó
- 53,43 (2016. június 29., Budapest) – Budapest Open Kvalifikációs Bajnokság (50 m: 24,77)[23]

## Egyéni legjobbjai rövid pályás medencében

### 25 méteres medencében

#### 50 m gyors
- 22,15 (2014. december 4., Doha, Katar) – 12. Rövidpályás Úszó Világbajnokság – 41. hely[24]

#### 50 yard gyors
- 19.68 – Amerikai Egyetemi Úszóbajnokság –

#### 100 m gyors
- 48,02 (2014. december 6., Doha, Katar) – 12. Rövidpályás Úszó Világbajnokság – 22. hely, ifjúsági országos csúcs[25]

#### 100 yard gyors
- 42,45 – Amerikai Egyetemi Úszóbajnokság –

#### 50 m pillangó
- 23,95 (2014. december 5., Doha, Katar) – 12. Rövidpályás Úszó Világbajnokság – 45. hely[20]

#### 100 m pillangó
- 52,83 (2014. november 6., Százhalombatta) – 11. Országos Rövidpályás Felnőtt Úszóbajnokság (50 m: 24,94) –  Bronz[21]

#### 50 m hát
- 26,78 (2014. december 5., Doha, Katar) – 12. Rövidpályás Úszó Világbajnokság – 45. hely[20]

#### 100 m vegyes
- 56,30 (2014. december 6., Doha, Katar) – 12. Rövidpályás Úszó Világbajnokság – 44. hely, ifjúsági országos csúcs[26]

25 yardos medencében

#### 50 yard gyors
- 19,17 (2016. február 17., Mizzou Aquatic Center, Columbia, USA) – 2016-os amerikai egyetemi konferencia úszóbajnokság (SEC Swimming & Diving Championships) – döntő,  Ezüst[27]

#### 100 yard gyors
- 42,23 (2016. február 20., Mizzou Aquatic Center, Columbia, USA) – 2016-os amerikai egyetemi konferencia úszóbajnokság (SEC Swimming & Diving Championships) – selejtező[28]
- 42,42 (2016. február 20., Mizzou Aquatic Center, Columbia, USA) – 2016-os amerikai egyetemi konferencia úszóbajnokság (SEC Swimming & Diving Championships) – döntő,  Bronz[28]

#### 200 yard gyors
- 1:34,86 (2016. február 18., Mizzou Aquatic Center, Columbia, USA) – 2016-os amerikai egyetemi konferencia úszóbajnokság (SEC Swimming & Diving Championships) – döntő, 8. helyezés[29]

## Eredményei

### Hosszúpályás

#### 50 m gyors
- 22,38 (2016. április 14., Győr) — 2016-os magyar úszóbajnokság – döntő  Arany[4]
- 22,51 (2016. május 21., London) — 2016-os úszó-Európa-bajnokság – előfutam, 14. legjobb időeredmény[30]
- 22,51 (2016. április 14., Győr) — 2016-os magyar úszóbajnokság – elődöntő[31]
- 22,62 (2021. március 23., Budapest) — 2021-es magyar úszóbajnokság – előfutam[22]
- 22,66 (2021. március 23., Budapest) — 2021-es magyar úszóbajnokság – döntő, 4. helyezés[22]
- 22,72 (2016. július 1., Budapest) — Budapest Open Kvalifikációs Bajnokság – döntő, legjobb magyar eredmény[32]
- 22,74 (2022. április 21., Debrecen) — 2022-es magyar úszóbajnokság – döntő, 4. helyezés[33]
- 22,86 (2017. április 19., Debrecen) — 2017-es magyar úszóbajnokság – döntő, 4. helyezés
- 22,88 (2015. július 2., Győr) – 2015-ös magyar úszóbajnokság – elődöntő[34]
- 22,91 (2020. december 10., Kaposvár) — 2020-as magyar úszóbajnokság – döntő, 5. helyezés [35]
- 22,96 (2014. május 30., Hajdúszoboszló) — Észak-alföldi régió úszóbajnoksága 2014[36]
- 22,96 (2014. április 18., Budapest) — Budapest Open Kvalifikációs Bajnokság – döntő  Ezüst[37]
- 22,97 (2017. április 19., Debrecen) — 2017-es magyar úszóbajnokság – előfutam
- 22,99 (2014. július 13., Dordrecht, Hollandia) — Ifjúsági Úszó Európa-bajnokság – döntő, 7. helyezés[38]
- 23,09 (2014. július 17., Debrecen) — 2014-es magyar úszóbajnokság  Bronz[39]
- 23,09 (2014. december 18., Győr) — I. Győr Open Úszó Kupa (MSECM Austria) – döntő  Ezüst[15]
- 23,16 (2014. június 11., Kecskemét) — 86. Nyílt Ifjúsági Úszó Országos Bajnokság – döntő  Arany[16]
- 23,19 (2015. július 3., Győr) — 2015-ös magyar úszóbajnokság – döntő  Bronz[40]
- 23,24 (2013. július 14., Poznań, Lengyelország) — Ifjúsági Európa-bajnokság, 10. helyezés[41]
- 23,42 (2015. június 12., Róma, Olaszország) — 52. Sette Colli nemzetközi úszóverseny, előfutam (25. helyezés)[42]
- 23,55 (2013. június 8., Zágráb, Horvátország) — Golden Bear 2013 – döntő  Bronz[43]
- 23,58 (2014. augusztus 23., Berlin, Németország) — 2014-es úszó-Európa-bajnokság, előfutam (50. helyezés)[44]
- 23,81 (2013. június 26., Debrecen) — 2013-as magyar úszóbajnokság[39]
- 23,55 (2013. június 9., Zágráb) — Golden Bear 2013 – döntő  Bronz[43]
- 23,87 (2013. május 17., Hajdúszoboszló) — Észak-alföldi régió úszóbajnoksága 2013
- 24,50 (2012. május 25., Hajdúszoboszló) — Észak-alföldi régió úszóbajnoksága 2012[45]
- 25,22 (2011. május 28., Hajdúszoboszló) — Észak-alföldi régió úszóbajnoksága 2011[46]

#### 100 m gyors
- 48,87 (2017. április 21., Debrecen) – 2017-es magyar úszóbajnokság, döntő  Ezüst (50 m: 23,18)
- 49,19 (2021. március 23., Budapest) – 2021-es magyar úszóbajnokság – döntő, 4. helyezés (50 m: 23,26)[22]
- 49,22 (2016. április 16., Győr) – 2016-os magyar úszóbajnokság, döntő  Arany (50 m: 23,79)[5]
- 49,34 (2021. március 23., Budapest) – 2021-es magyar úszóbajnokság – előfutam (50 m: 23,29)[22]
- 49,38 (2017. április 21., Debrecen) – 2017-es magyar úszóbajnokság, előfutam (50 m: 23,57)
- 49,50 (2016. április 15., Győr) – 2016-os magyar úszóbajnokság, elődöntő (50 m: 23,50)[47]
- 49,58 (2016. május 16., London) – 2016-os úszó-Európa-bajnokság, 4×100 méter gyorsváltó, előfutam (50 m: 23,52)[48]
- 49,59 (2016. május 19., London) – 2016-os úszó-Európa-bajnokság, előfutam (50 m: 23,69)[49]
- 49,72 (2016. június 30., Budapest) – Budapest Open Kvalifikációs Bajnokság, elődöntő (50 m: 23,58)[50]
- 49,72 (2014. július 19., Debrecen) – 2014-es magyar úszóbajnokság  Bronz (50 m: 24,15) – egyéni rekord[17]
- 49,74 (2014. július 11., Dordrecht) – Ifjúsági Úszó Európa-bajnokság  Bronz (50 m: 24,01) – egyéni rekord[51]
- 49,86 (2021. március 24., Budapest) – 2021-es magyar úszóbajnokság – 4 × 100 méteres mix gyorsváltó, döntő  Bronz (50 m: 23,51)[22]
- 49,97 (2020. december 12., Kaposvár) – 2020-as magyar úszóbajnokság – előfutam (50 m: 23,54)[35]
- 50,03 (2020. december 13., Kaposvár) – 2020-as magyar úszóbajnokság – döntő, 6. helyezés (50 m: 23,68)[35]
- 50,14 (2014. augusztus 21., Berlin) – 2014-es úszó-Európa-bajnokság, előfutam (31. helyezés) (50 m: 23,94)[52]
- 50,16 (2014. június 14., Kecskemét) – 86. Nyílt Ifjúsági Úszó Országos Bajnokság  Arany[16]
- 50,20 (2015. június 30., Győr) – 2015-ös magyar úszóbajnokság – elődöntő (50 m: 24,32)[53]
- 50,23 (2015. június 14., Róma, Olaszország) – 52. Sette Colli nemzetközi úszóverseny, B-döntő (5. helyezés) (50 m:24,10)[54]
- 50,27 (2014. április 20., Budapest) – Budapest Open Kvalifikációs Bajnokság  Arany[55]
- 50,55 (2015. június 14., Róma, Olaszország) – 52. Sette Colli nemzetközi úszóverseny, selejtező (18. helyezés) (50 m:24,22)[56]
- 50,58 (2013. június 26., Debrecen) – 2013-as magyar úszóbajnokság  Ezüst
- 50,59 (2020. december 10., Kaposvár) – 2020-as magyar úszóbajnokság – 4 × 100 mix gyorsváltó (50 m:23,83)[35]
- 50,92 (2013. július 14., Poznań) – Ifjúsági Európa-bajnokság[57]
- 50,95 (2022. április 20., Debrecen) – 2022-es magyar úszóbajnokság – döntő, 8. helyezés[33]
- 50,97 (2014. december 18., Győr) – I. Győr Open Úszó Kupa (MSECM Austria)  Ezüst (50 m:24,25)[15]
- 51,48 (2013. június 9., Zágráb) – Golden Bear 2013  Arany (50 m: 24,85)[58]

#### 200 m gyors
- 1.55,05 (2016. április 13., Győr) – 2016-os magyar úszóbajnokság – előfutam[59]
- 1.56,85 (2013. október 12., Debrecen) – Traubi Kupa nemzetközi úszóverseny 2013[60]

#### 50 m pillangó
- 23,94 (2021. március 25., Budapest) – 2021-es magyar úszóbajnokság  Bronz (döntőben 23,96)[22]
- 24,00 (2020. december 12., Kaposvár) – 2020-as magyar úszóbajnokság  Bronz [35]
- 24,24 (2016. július 2., Budapest) – Budapest Open Kvalifikációs Bajnokság, legjobb magyar eredmény[61]
- 24,25 (2022. április 22., Debrecen) – 2022-es magyar úszóbajnokság – döntő, 6. helyezés[33]
- 22,26 (2017. április 20., Debrecen) — 2017-es magyar úszóbajnokság – döntő, 4. helyezés
- 24,27 (2020. december 11., Kaposvár) – 2020-as magyar úszóbajnokság – előfutam [35]
- 24,33 (2014. július 19., Debrecen) – 2014-es magyar úszóbajnokság  Bronz – országos ifjúsági rekord[17]
- 24,35 (2014. július 9., Dordrecht, Hollandia) – Ifjúsági Úszó Európa-bajnokság  Bronz – országos ifjúsági rekord[18]
- 24,50 (2014. december 18., Győr) – I. Győr Open Úszó Kupa (MSECM Austria)  Ezüst[15]
- 24,54 (2014. június 14., Kecskemét) – 86. Nyílt Ifjúsági Úszó Országos Bajnokság  Arany – országos ifjúsági rekord[16]
- 22,57 (2017. április 20., Debrecen) — 2017-es magyar úszóbajnokság, előfutam
- 24,58 (2014. július 19., Debrecen) – 2014-es magyar úszóbajnokság
- 24,61 (2015. június 28., Győr) – 2015-ös magyar úszóbajnokság – döntő, 5. helyezés[62]
- 24,63 (2015. május 15., Antwerpen, Belgium) – Belga Nyílt Nemzeti Úszóbajnokság 2015 – selejtező[63]
- 24,66 (2014. augusztus 18., Berlin, Németország) – 2014-es úszó-Európa-bajnokság, előfutam (39. helyezés)[64]
- 24,75 (2015. május 15., Antwerpen, Belgium) – Belga Nyílt Nemzeti Úszóbajnokság 2015  Bronz[63]
- 24,84 (2015. június 27., Győr) – 2015-ös magyar úszóbajnokság – elődöntő[65]
- 24,89 (2015. június 14., Róma, Olaszország) – 52. Sette Colli nemzetközi úszóverseny, selejtező (18. helyezés)[66]
- 24,94 (2014. május 30., Hajdúszoboszló) – Észak-alföldi régió úszóbajnoksága 2014[36]
- 25,09 (2013. július 14., Poznań, Lengyelország) – Ifjúsági Úszó Európa-bajnokság[67]
- 25,30 (2013. június 9., Zágráb, Horvátország) – Golden Bear 2013  Ezüst[68]
- 25,99 (2012. május 25., Hajdúszoboszló) – Észak-alföldi régió úszóbajnoksága 2012[45]
- 26,07 (2013. május 17., Hajdúszoboszló) – Észak-alföldi régió úszóbajnoksága 2013
- 26,90 (2011. május 28., Hajdúszoboszló) – Észak-alföldi régió úszóbajnoksága 2011[46]

#### 100 m pillangó
- 53,43 (2016. június 29., Budapest) – Budapest Open Kvalifikációs Bajnokság (50 m: 24,77)[69]
- 53,50 (2021. március 23., Budapest) – 2021-es magyar úszóbajnokság – döntő, 5. helyezés (50 m: 24,28)[22]
- 53,74 (2021. március 23., Budapest) – 2021-es magyar úszóbajnokság – előfutam (50 m: 24,80)[22]
- 53,74 (2015. május 16., Antwerpen, Belgium) – Belga Nyílt Nemzeti Úszóbajnokság 2015 – selejtező
- 53,74 (2014. december 18., Győr) – I. Győr Open Úszó Kupa (MSECM Austria) (50 m: 25,05)  Ezüst[15]
- 54,15 (2015. június 12., Róma, Olaszország) – 52. Sette Colli nemzetközi úszóverseny, selejtező (11. helyezés) (50 m: 25,21)[70]
- 54,49 (2015. június 12., Róma, Olaszország) – 52. Sette Colli nemzetközi úszóverseny, B-döntő (6. helyezés) (50 m: 25,33)[71]
- 54,69 (2014. április 17., Budapest) – Budapest Open Kvalifikációs Bajnokság, selejtező (50 m: 25,73)[72]
- 54,79 (2015. május 17., Antwerpen, Belgium) – Belga Nyílt Nemzeti Úszóbajnokság 2015 – döntő[73]
- 54,89 (2022. április 23., Debrecen) – 2022-es magyar úszóbajnokság – B döntő, 5. helyezés[33]
- 55,05 (2014. június 11., Kecskemét) – 86. Nyílt Ifjúsági Úszó Országos Bajnokság[16]
- 55,60 (2014. április 18., Budapest) – Budapest Open Kvalifikációs Bajnokság, döntő – 6. helyezés (50 m: 26,03)[74]
- 56,04 (2013. október 12., Debrecen) – Traubi Kupa nemzetközi úszóverseny 2013[60]
- 56,05 (2013. június 8., Zágráb) – Golden Bear 2013  Bronz (50 m: 26,25)[75]

#### 50 m hát
- 27,70 (2014. június 11., Kecskemét) – 86. Nyílt Ifjúsági Úszó Országos Bajnokság[16]
- 27,99 (2014. május 30., Hajdúszoboszló) – Észak-alföldi régió úszóbajnoksága 2014[36]
- 29,57 (2013. május 17., Hajdúszoboszló) – Észak-alföldi régió úszóbajnoksága 2013
- 30,61 (2012. május 25., Hajdúszoboszló) – Észak-alföldi régió úszóbajnoksága 2012[45]
- 31,99 (2011. május 28., Hajdúszoboszló) – Észak-alföldi régió úszóbajnoksága 2011[46]

#### 50 m mell
- 30,55 (2014. június 11., Kecskemét) – 86. Nyílt Ifjúsági Úszó Országos Bajnokság[16]
- 30,86 (2015. június 29., Győr) – 2015-ös magyar úszóbajnokság – előfutam (28. helyezés)[76]
- 30,89 (2015. június 13., Róma, Olaszország) – 52. Sette Colli nemzetközi úszóverseny, selejtező (53. helyezés)[77]
- 30,96 (2014. május 30., Hajdúszoboszló) – Észak-alföldi régió úszóbajnoksága 2014[36]
- 32,00 (2013. május 17., Hajdúszoboszló) – Észak-alföldi régió úszóbajnoksága 2013
- 32,23 (2012. május 25., Hajdúszoboszló) – Észak-alföldi régió úszóbajnoksága 2012[45]
- 33,91 (2011. május 28., Hajdúszoboszló) – Észak-alföldi régió úszóbajnoksága 2011[46]

#### 200 m vegyes
- 2.12,64 (2014. május 30., Hajdúszoboszló) – Észak-alföldi régió úszóbajnoksága 2014[36]
- 2.13,79 (2013. október 12., Debrecen) – Traubi Kupa nemzetközi úszóverseny 2013[60]
- 2.19,28 (2012. május 25., Hajdúszoboszló) – Észak-alföldi régió úszóbajnoksága 2012[45]
- 2.21,71 (2011. május 28., Hajdúszoboszló) – Észak-alföldi régió úszóbajnoksága 2011[46]

### Rövidpályás

#### 50 m gyors
- 22,15 (2014. december 4., Doha, Katar) – 12. Rövidpályás Úszó Világbajnokság – 41. hely[24]
- 22,73 (2014. november 6., Százhalombatta) – 11. Országos Rövidpályás Felnőtt Úszóbajnokság – 5. hely[21]
- 22,75 (2013. november 14., Százhalombatta) – 10. Országos Rövidpályás Felnőtt Úszóbajnokság[19]

#### 50 yard gyors
- 20,56 (2015. január 19.) – Amerikai Egyetemi Úszóbajnokság – 3. hely[78]

#### 100 m gyors
- 48,02 (2014. december 6., Doha, Katar) – 12. Rövidpályás Úszó Világbajnokság – 22. hely, ifjúsági országos csúcs[25]
- 49,17 (2014. november 6., Százhalombatta) – 11. Országos Rövidpályás Felnőtt Úszóbajnokság (50 m: 23,86)  Ezüst[21]
- 49,32 (2013. november 14., Százhalombatta) – 10. Országos Rövidpályás Felnőtt Úszóbajnokság (50 m: 23,86)  Ezüst – évjáratos országos csúcs[19]

#### 100 yard gyors
- 44,79 (2015. január 24.) – Amerikai Egyetemi Úszóbajnokság – 5. hely[78]

#### 50 m pillangó
- 23,95 (2014. december 5., Doha, Katar) – 12. Rövidpályás Úszó Világbajnokság – 45. hely, ifjúsági országos csúcs[20]
- 24,09 (2014. november 6., Százhalombatta) – 11. Országos Rövidpályás Felnőtt Úszóbajnokság –  Ezüst, ifjúsági országos csúcs[21]

#### 100 m pillangó
- 52,83 (2014. november 6., Százhalombatta) – 11. Országos Rövidpályás Felnőtt Úszóbajnokság (50 m: 24,94) –  Bronz[21]
- 53,88 (2013. november 14., Százhalombatta) – 10. Országos Rövidpályás Felnőtt Úszóbajnokság (50 m: 25,66) – 4. helyezés, évjáratos országos csúcs[19]

#### 50 m hát
- 26,78 (2014. november 6., Százhalombatta) – 11. Országos Rövidpályás Felnőtt Úszóbajnokság – 11. hely[21]

#### 100 m hát
- 57,61 (2014. november 6., Százhalombatta) – 11. Országos Rövidpályás Felnőtt Úszóbajnokság – 12. hely[21]

#### 100 m vegyes
- 56,30 (2014. december 6., Doha, Katar) – 12. Rövidpályás Úszó Világbajnokság – 44. hely, ifjúsági országos csúcs[26]
- 56,53 (2014. november 6., Százhalombatta) – 11. Országos Rövidpályás Felnőtt Úszóbajnokság (50 m: 25,67) – 7. hely[21]